# Heliconia huilensis
Heliconia huilensis är en enhjärtbladig växtart som beskrevs av Abalo och G.Morales. Heliconia huilensis ingår i släktet Heliconia och familjen Heliconiaceae. Inga underarter finns listade.